# Acrolophus corvula
Acrolophus corvula är en fjärilsart som beskrevs av Walsingham 1914. Acrolophus corvula ingår i släktet Acrolophus och familjen Acrolophidae. Inga underarter finns listade i Catalogue of Life.